# کینوکو ناسو
کینوکو ناسو (انگلیسی: Kinoko Nasu؛ زادهٔ ۲۸ نوامبر ۱۹۷۳) نویسنده، رمان‌نویس، و فیلم‌نامه‌نویس اهل ژاپن است. وی از سال ۱۹۹۸ میلادی تاکنون مشغول فعالیت بوده‌است.